# Thryallis latifolia
Thryallis latifolia är en tvåhjärtbladig växtart som beskrevs av Carl Friedrich Philipp von Martius. Thryallis latifolia ingår i släktet Thryallis och familjen Malpighiaceae. Inga underarter finns listade i Catalogue of Life.